# Jim Hood

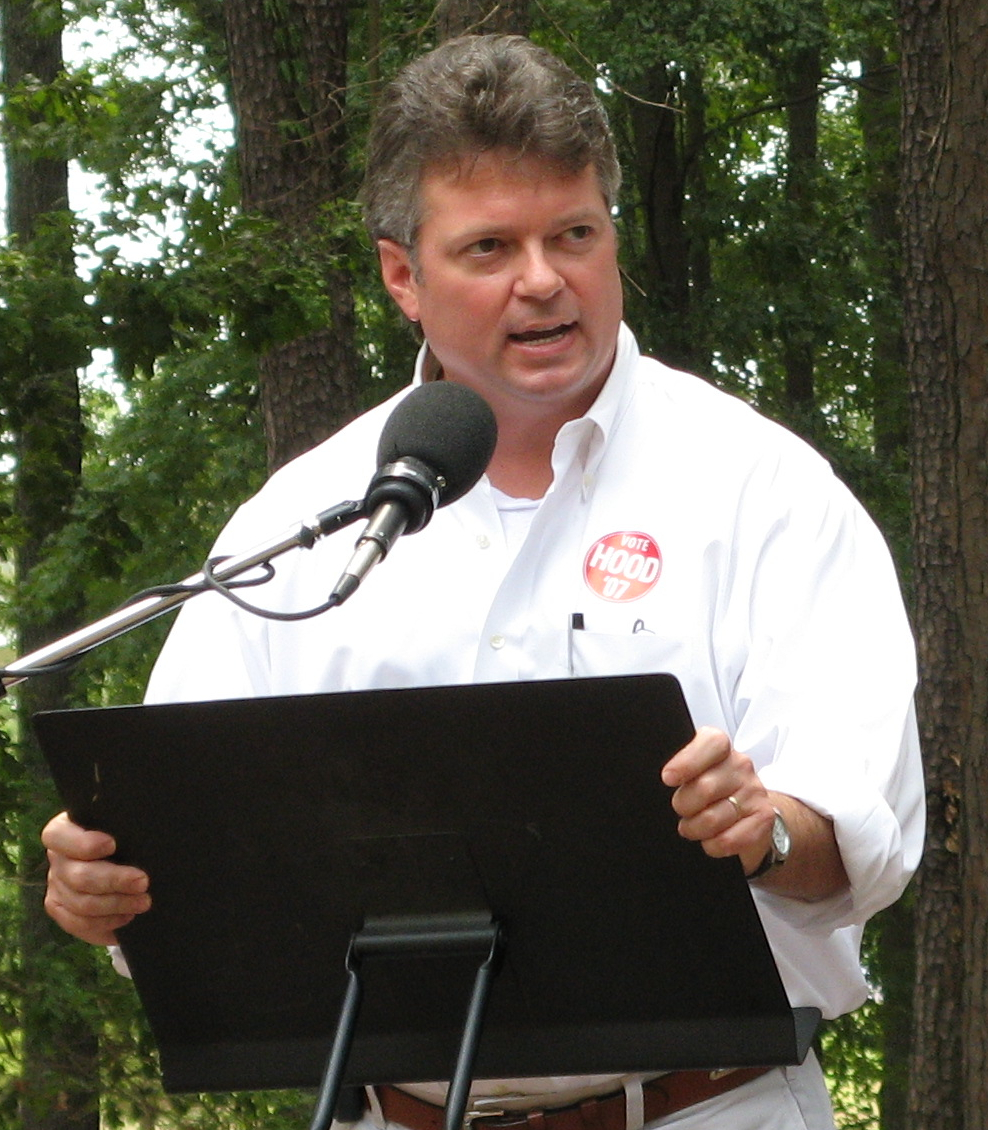
Jim Hood 2007

James Matthew „Jim“ Hood (* 15. Mai 1962 in New Houlka, Mississippi) ist ein US-amerikanischer Jurist, der von 2004 bis 2020 als der 39. Attorney General von Mississippi amtierte. Das Mitglied der Demokratischen Partei wurde erstmals 2003 gewählt und besiegte dabei den Republikaner Scott Newton. Er war zeitweise der einzige Demokrat, der ein staatsweites Amt in Mississippi hielt. Am 3. Oktober 2018 kündigte er an, dass er 2019 bei der Wahl zum Gouverneur von Mississippi kandidieren werde. Er verlor diese Wahl gegen Tate Reeves.

## Leben
Hood wuchs in Mississippi auf und ist ein Mississippian der fünften Generation. 1988 erhielt Hood seinen Juris Doctor an der University of Mississippi in Oxford, wo er zuvor seinen Bachelor-Abschluss erworben hatte. Als Student war Hood Mitglied der Bruderschaft Pi Kappa Alpha.

## Karriere
Vor seiner Wahl zum Attorney General fungierte Hood als Gerichtsschreiber am Supreme Court of Mississippi und als Special Assistant Attorney General. 1995 wurde er als Bezirksstaatsanwalt in sieben Bezirken im Norden Mississippis gewählt; während seiner acht Jahre in dieser Position verhandelte er über 100 Geschworenenprozesse. Er verfolgte persönlich mehrere historische Fälle, darunter den Prozess gegen Edgar Ray Killen, der 2005 wegen Totschlags an drei Bürgerrechtsarbeitern angeklagt wurde, diese waren 1964 tot aufgefunden worden. Insgesamt war Hood 25 Jahre lang in Mississippi im Dienst.